# Le Coucher de la mariée ou Triste nuit de noces
Le Coucher de la mariée ou Triste nuit de noces er en fransk stumfilm fra 1899 af Georges Méliès.